# コートリーディー
コートリーディー（欧字名:Courtly Dee、1968年3月8日 - 1995年8月）は、アメリカ合衆国の競走馬。
競走馬としては目立った戦績は残せなかったが、繁殖入り後にAli OopとAltheaの2頭のG1馬を輩出。1983年にはアメリカ年度代表繁殖牝馬に選ばれた。牝系は大きく発展し、アメリカだけでなく日本でも子孫から重賞勝利馬がでている。

## 生涯
ケンタッキー州のドナルド・アンガーによって生産され、1歳時に1969年のキーンランド9月セールで13,000ドルでホルムヒルステーブルに売却された。バッド・レップマンが調教を担当し、2歳時はレースに出走せず3歳でデビューした。
3歳時は下級条件のレースで3勝を挙げたが、4歳時はシーズン初戦から11連敗を喫し、クレーミング競走に参加したのち15,000ドルでマーティ・ファロンに売却された。その後3レースに出走したが勝利を挙げることはできず、リー・イートンとレッドブル・ステーブルに売却され繁殖入りした。
繁殖入り後、7頭の仔馬を出産し、そのうち3頭がステークス競走を勝利した。その後、1980年のキーンランド11月ミックスセールでヘレン・グローヴ、ヘレン・アレクサンダー、デーヴィッド・エイクロイドの3名の共同保有者に900,000ドルで売却された。その後さらに11頭の仔馬を生み、最後の仔馬の誕生から3年後の1995年8月に亡くなった。

## 繁殖成績（産駒一覧）
生涯で18頭出産し、そのうち16頭が勝ち上がった。また3頭が種牡馬・繁殖牝馬として日本に輸入されている。
- 1974年生 Ali Oop（牡・父Al Hattab）23戦7勝、サプリングステークス（英語版）優勝[5]
- 1975年生 Native Courier（牡→セン・父Exclusive Native）51戦14勝、バーナードバルークハンデキャップ（英語版）など重賞3勝[6]
- 1976年生 Vireo（牝・父True Knight）15戦1勝[7]
- 1977年生 Ragtime Knight（牡・父True Knight）73戦5勝[8]
- 1978年生 Princess Oola（牝・父Al Hattab）22戦5勝[9]
- 1979年生 Foreign Courier（牝・父Sir Ivor）22戦5勝[10]
- 1980年生 Embellished（牝・父Seattle Slew）9戦1勝[11]
- 1981年生 Althea（牝・父Alydar）15戦8勝、アーカンソーダービーなど重賞6勝[12]
- 1982年生 *バラダ（牝・父Damascus）3戦0勝[13]
- 1983年生 Ketoh（牡・父Exclusive Native）5戦3勝、カウディンステークス（英語版）優勝[14]
- 1984年生 *メイディー（牝・父Roberto）14戦1勝[15]
- 1985年生 Namaqua（牝・父Storm Bird）3戦1勝[16]
- 1986年生 Karraar（牡・父Saratoga Six）23戦3勝[17]
- 1987年生 Aishah（牝・父Alydar）14戦6勝、レアパフュームステークス優勝[18]
- 1989年生 Aquilegia（牝・父Alydar）30戦8勝、ニューヨークハンデキャップなど重賞2勝[19]
- 1990年生 Press Card（牡・父Fappiano）13戦3勝[20]
- 1991年生 *トワイニング（牡・父フォーティナイナー）6戦5勝、ピーターパンステークスなど重賞2勝[21]
- 1992年生 Amizette（牝・父フォーティナイナー）8戦0勝[22]

## 主なファミリーライン
牝系図の主要な部分（太字はG1級競走優勝馬）は以下の通り。*は日本に輸入された馬。
- Courtly Dee 1968
  - Ali Oop 1974（サプリングステークス）
  - Vireo 1976 
    - Rush For Gold 1983
      - Precious Glitter 1993 
        - Glitter Woman 2002
          - Glitzabeel 2008
            - Princess Jenni 2015（オーストララシアンオークス）

  - Princess Oola 1978
    - Azzaam 1987（シドニーカップ、ニューカースルカップ、マニオンカップ（英語版））

  - Foreign Courier 1979
    - Green Desert 1983（ジュライカップなど重賞4勝）
    - Yousefia 1989
      - *マチカネハツシマダ 1995
        - ダークシャドウ 2007（エプソムカップ、毎日王冠）

  - Althea 1981（アーカンソーダービーなど重賞6勝）
    - Aurora 1988
      - Arch 1995（スーパーダービー、ファイエットステークス（英語版））
      - Antics 1998
        - *アルビアーノ 2012（スワンステークス、フラワーカップ）
          - アヴェラーレ 2018（関屋記念）

        - Covfefe 2016（テストステークス、BCフィリー&メアスプリント、ミスプリークネスステークス（英語版））

      - Acoma 2005（スピンスターステークスなど重賞7勝）

    - *ヤマニンパラダイス 1992（阪神3歳牝馬ステークス）
      - ヤマニンセラフィム 1999（京成杯）
      - ヤマニンアルシオン 2001（2着・阪神ジュベナイルフィリーズ）

  - *バラダ 1982 
    - *アンブロジン1988
      - サンタムール 1996
        - ヴァーチュ 2002
          - ワンアンドオンリー 2011（東京優駿、神戸新聞杯、ラジオNIKKEI杯2歳ステークス）

      - ロスマリヌス 1997
        - ロスグラシアレス 2007
          - アバンドーネ 2014
            - ラーグルフ 2019（中山金杯）

      - ノーリーズン 1999（皐月賞）
      - グレイトジャーニー 2001（シンザン記念、ダービー卿チャレンジトロフィー）

  - Aishah 1987
    - Apache Plume 2004
      - Summer Breezy 2009 
        - War Breeze 2016（エルダービー）

  - Aquilegia 1989
    - Amelia 1998
      - *ラビットラン 2014（ローズステークス、ブリーダーズゴールドカップ）
      - *アサクサゲンキ 2015（小倉2歳ステークス、小倉サマージャンプ2回）

    - Alittlebitearly 2002
      - Bayern 2011（BCクラシックなど重賞4勝）

  - *トワイニング 1991
  - Amizette 1992
    - *アルペンローズ 1999
      - メイショウオウヒ 2008
        - メイショウハリオ 2017（帝王賞連覇など重賞5勝）
        - テーオーロイヤル 2018（天皇賞（春）など重賞4勝）

牝系図の出典：Galopp-Sieger

## 血統表
| コートリーディー（Courtly Dee）の血統 | コートリーディー（Courtly Dee）の血統 | コートリーディー（Courtly Dee）の血統 | （血統表の出典） | （血統表の出典） |
| 父系                                  | ネヴァーベンド系                      | ネヴァーベンド系                      | ネヴァーベンド系 | [ § 2 ]          |
| 父 Never Bend 1960 鹿毛               | 父の父Nasrullah 1940 鹿毛             | Nearco                                | Pharos           | Pharos           |
| 父 Never Bend 1960 鹿毛               | 父の父Nasrullah 1940 鹿毛             | Nearco                                | Nogara           |                  |
| 父 Never Bend 1960 鹿毛               | 父の父Nasrullah 1940 鹿毛             | Mumtaz Begum                          | Blenheim         | Blenheim         |
| 父 Never Bend 1960 鹿毛               | 父の父Nasrullah 1940 鹿毛             | Mumtaz Begum                          | Mumtaz Mahal     |                  |
| 父 Never Bend 1960 鹿毛               | 父の母Lalun 1952 鹿毛                 | Djeddah                               | Djebel           | Djebel           |
| 父 Never Bend 1960 鹿毛               | 父の母Lalun 1952 鹿毛                 | Djeddah                               | Djezima          |                  |
| 父 Never Bend 1960 鹿毛               | 父の母Lalun 1952 鹿毛                 | Be Faithful                           | Bimelech         | Bimelech         |
| 父 Never Bend 1960 鹿毛               | 父の母Lalun 1952 鹿毛                 | Be Faithful                           | Bloodroot        |                  |
| 母 Tulle 1950 黒鹿毛                  | 母の父War Admiral 1934 黒鹿毛         | Man o' War                            | Fair Play        | Fair Play        |
| 母 Tulle 1950 黒鹿毛                  | 母の父War Admiral 1934 黒鹿毛         | Man o' War                            | Mahubah          |                  |
| 母 Tulle 1950 黒鹿毛                  | 母の父War Admiral 1934 黒鹿毛         | Brushup                               | Sweep            | Sweep            |
| 母 Tulle 1950 黒鹿毛                  | 母の父War Admiral 1934 黒鹿毛         | Brushup                               | Annette K.       |                  |
| 母 Tulle 1950 黒鹿毛                  | 母の母Judy-Rae 1944 鹿毛              | Beau Pere                             | Son-in-Law       | Son-in-Law       |
| 母 Tulle 1950 黒鹿毛                  | 母の母Judy-Rae 1944 鹿毛              | Beau Pere                             | Cinna            |                  |
| 母 Tulle 1950 黒鹿毛                  | 母の母Judy-Rae 1944 鹿毛              | Betty Derr                            | Sir Gallahad     | Sir Gallahad     |
| 母 Tulle 1950 黒鹿毛                  | 母の母Judy-Rae 1944 鹿毛              | Betty Derr                            | Uncle's Lassie   |                  |
| 母系(F-No.)                           | (FN:A4)                               | (FN:A4)                               | (FN:A4)          | [ § 3 ]          |
| 5代内の近親交配                       | アウトブリード                        | アウトブリード                        | アウトブリード   | [ § 4 ]          |
| 出典                                  | 1. 2. 3. 4.                           | 1. 2. 3. 4.                           | 1. 2. 3. 4.      | 1. 2. 3. 4.      |